# Falconet d'Indonèsia
El falconet d'Indonèsia (Microhierax fringillarius) és un petit ocell rapinyaire de la família dels falcònids (Falconidae) que habita al sud-est asiàtic. El seu estat de conservació es considera de risc mínim.

## Morfologia
- Amb 14 – 16 cm de llargària i un pes d'uns 35 grams són, juntament amb el falconet de Borneo, els més petits entre els rapinyaires diürns.[5]
- Dors negre, parts inferiors de color blanquinós i vermellós. Cap negre amb gola blanca i una ampla línia blanca darrere de l'ull. Cua negra amb unes bandes blanques en la cara inferior.[6]

## Hàbitat i distribució
Viu al bosc, prop de zones obertes, en terres baixes de la Península Malaia, Sumatra, Java, Bali i Borneo.

## Reproducció
Es reprodueix en forats als arbres.

## Alimentació
S'alimenta de petits ocells i insectes.